# Paul Fishenden
Paul A. Fishenden (født 2. august 1963 i Hillingdon, Greater London) er en engelsk tidligere professional fodboldspiller, der spillede i the Football League, hvor hans primære position var angriber.

## Hæder
med Crewe Alexandra
- Football League Fourth Division 3. plads med oprykning: 1988–89